# Acacia complanata
Acacia complanata är en ärtväxtart som beskrevs av George Bentham. Acacia complanata ingår i släktet akacior, och familjen ärtväxter. Utöver nominatformen finns också underarten A. c. fasciculata.